# 4619 Polyakhova
A 4619 Polyakhova (ideiglenes jelöléssel 1977 RB7) a Naprendszer kisbolygóövében található aszteroida. Nyikolaj Sztyepanovics Csernih fedezte fel 1977. szeptember 11-én.